# Willy Busch
Willy Busch (4 de gener de 1907 - 4 de març de 1982) fou un futbolista alemany. Va formar part de l'equip alemany a la Copa del Món de 1934. Entre 1933 i 1936 jugà 13 partits amb la selecció alemanya. A nivell de clubs va jugar al TuS Duisburg.